# Повельяно
Повельяно (итал. Povegliano) — коммуна в Италии, располагается в провинции Тревизо области Венеция.
Население составляет 4109 человек (2008 г.), плотность населения составляет 342 чел./км². Занимает площадь 12 км². Почтовый индекс — 31050. Телефонный код — 0422.
Покровителем коммуны почитается святой пророк Даниил, празднование 21 июля.

## Демография
Динамика населения:

## Администрация коммуны
- Официальный сайт: http://www.comune.povegliano.tv.it/ Архивная копия от 8 марта 2010 на Wayback Machine